# Ben Foster (acteur)
Ben Foster (Boston, Massachusetts, 29 oktober 1980) is een Amerikaans acteur. Hij won onder meer een Daytime Emmy Award in de categorie kinderspecials voor zijn rol in Bang Bang You're Dead.

## Biografie

### Vroege jaren
Foster is een zoon van Stephen Foster, een restaurateur. Zijn jongere broer Jon is ook acteur. Zijn ouders verhuisden vier jaar na zijn geboorte naar Fairfield, Iowa, nadat er in hun huis in Boston was ingebroken terwijl ze thuis waren. Foster is Joods; zijn oma aan vaders zijde emigreerde uit Rusland om aan de Pogroms te ontsnappen. Hij had al vroeg interesse in acteren en voerde op zijn twaalfde al een zelfgeschreven toneelstuk, waarin hij acteerde en regisseerde, in een plaatselijk theater op.

### Carrière
Op zijn veertiende ging hij bij het Interlochen Theater Arts Summer Program en twee jaar later trok hij naar Los Angeles, waar hij vrijwel meteen in de Disneyshow Flash Forward speelde. Dit deed hij van 1996 tot 1997. Hij maakte zijn filmdebuut in de speelfilm Kounterfeit in 1996. In 1999 speelde hij in Liberty Heights, met onder anderen Adrien Brody. In 2001 speelde hij in Get Over It, met Kirsten Dunst, met wie hij ook een tijdje een relatie had. Zijn doorbraak kwam echter in 2002 met de film Bang Bang You're Dead.
Andere bekende films waarin hij een rol had zijn Phone Booth (2003), 11:14 (2003), The Punisher (2004), Hostage (2005), met Bruce Willis, en X-Men: The Last Stand, als Angel.
In 2007 was hij te zien in 30 Days of Night en als bendelid Charlie Prince in de western 3:10 to Yuma, met Russell Crowe en Christian Bale. In datzelfde jaar had hij een rol in de misdaadthriller Alpha Dog, waarin hij is te zien als Jake Mazursky, een drugsverslaafde. Foster deed druppels glaucoom in zijn ogen tijdens het filmen om ervoor te zorgen dat het leek alsof hij een drugsgebruiker was.

### Privéleven
Van augustus 2000 tot maart 2001 had Foster een relatie met Kirsten Dunst. Sinds eind 2007 had hij een relatie met actrice Zöe Kravitz.
In oktober 2016 raakte bekend dat Foster verloofd is met Laura Prepon. In augustus 2017 beviel Prepon van hun dochter. Foster en Prepon trouwden in juni 2018.

## Filmografie
- 1996 - Kounterfeit - Travis
- 1996 - Flash Forward - Tuck
- 1998 - Breakfast with Einstein - Ryan
- 1998 - I've Been Waiting for You - Charlie
- 1999 - Liberty Heights - Ben Kurtzman
- 2000 - Freaks and Geeks - Eli
- 2001 - Get Over It - Berke Landers / Lysander
- 2002 - Big Trouble - Matt Arnold
- 2002 - The Laramie Project - Aaron Kreifels
- 2002 - Bang Bang You're Dead - Trevor Adams (televisiefilm)
- 2003 - Phone Booth - Big Q (niet op aftiteling vermeld)
- 2003 - Northfork - Cod
- 2003 - 11:14 - Eddie
- 2004 - The Heart Is Deceitful Above All Things - Fleshy Boy
- 2004 - The Punisher - Spacker Dave
- 2005 - Hostage - Mars Krupcheck
- 2006 - X-Men: The Last Stand - Angel / Warren Worthington III
- 2006 - Alpha Dog - Jake Mazursky
- 2007 - 3:10 to Yuma - Charlie Prince
- 2007 - 30 Days of Night - The Stranger
- 2008 - Birds of America - Jay
- 2009 - The Messenger - Stafsergeant Will Montgomery
- 2009 - Pandorum - Bower
- 2011 - Here - Will Shepard
- 2011 - The Mechanic - Steve McKenna
- 2012 - Contraband - Sebastian Abney
- 2013 - Lone Survivor - Matthew 'Axe' Axelson
- 2015 - The Program - Lance Armstrong
- 2016 - Warcraft - Medivh
- 2016 - Inferno - Bertrand Zobrist
- 2016 - Hell or High Water - Tanner Howard
- 2018 - Leave No Trace - Will
- 2018 - Galveston - Roy
- 2021 - The Survivor - Harry Haft
- 2022 - Medieval
- 2022 - Emancipation - Jim Fassel